# 2019年向美国致敬
2019年向美国致敬（英語：2019 Salute to America）于2019年7月4日独立日在美国华盛顿哥伦比亚特区国家广场举行，由第一届特朗普政府组织。活动内容包括美国军事装备展示、总统唐纳德·特朗普在林肯纪念堂发表讲话、军用飞机飞行表演以及烟火表演。此次活动与此前已有的年度独立日活动同时举行，例如国家独立日游行和PBS电视直播的“国会山第四号”（A Capitol Fourth）音乐会。这是68年来美国总统首次在独立日当天在国家广场向民众发表讲话。
此次活动在举办前引发争议。特朗普的批评者担心，这场庆祝活动将成为一场政治活动，让人联想起他的竞选集会，尤其是在他2020年连任竞选的初期。此外，军方的参与、向捐赠者和共和党成员发放VIP门票的方式，以及活动成本，也引发了人们的担忧。
特朗普的演讲主要集中在赞扬美国的文化和军事成就，并以美国例外论和爱国主义为主题。

## 背景

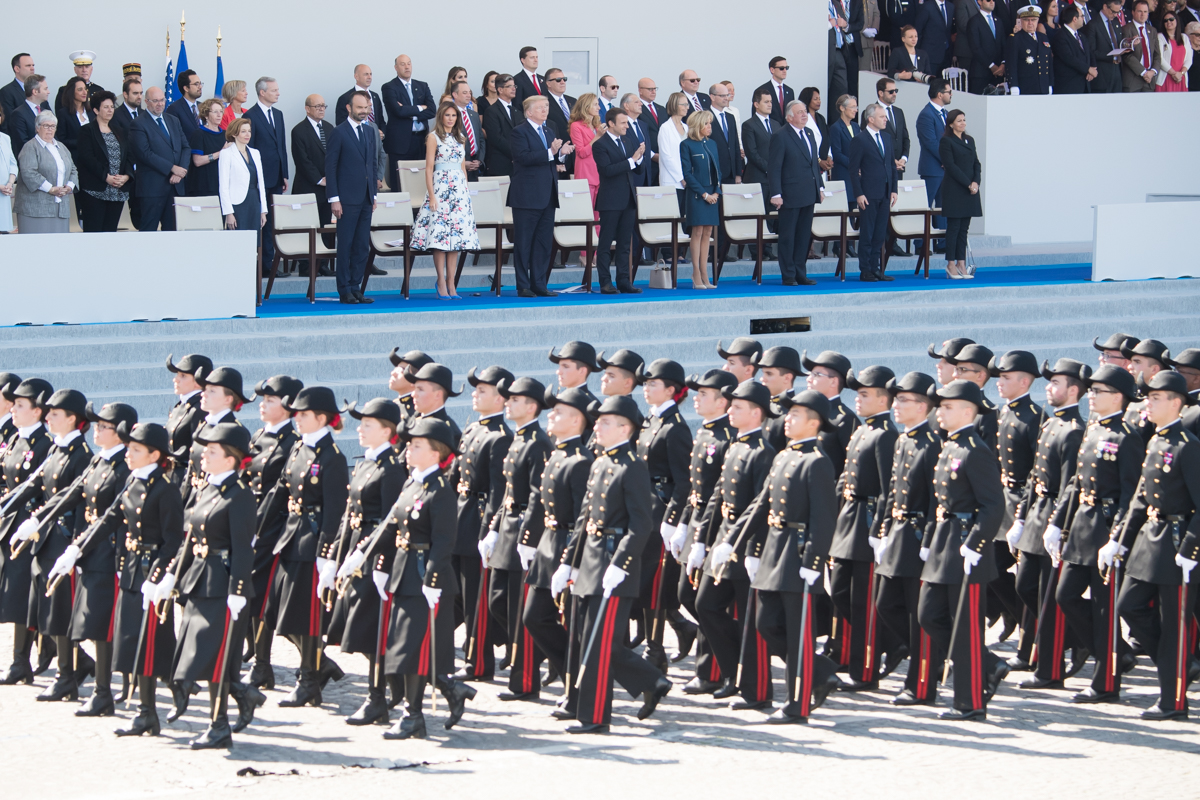
唐纳德·特朗普出席法国巴黎2017年巴士底日阅兵

2017年，唐纳德·特朗普应时任法国总统埃马纽埃尔·马克龙的邀请，于7月14日出席在巴黎举行的巴士底日阅兵，以纪念两国外交关系以及美国加入第一次世界大战一百周年。阅兵结束后，特朗普对此次阅兵表示钦佩，并表示希望美国能举办一场类似的、以军事为主题且能够超越巴士底日阅兵的活动。特朗普提议于2018年老兵节在华盛顿举行阅兵，以纪念第一次世界大战胜利一百周年。然而，特朗普后来出于成本方面的考虑撤回了该提议。
2019年2月，特朗普在Twitter上宣布计划在独立日举行“向美国致敬”的庆祝活动，承诺将有娱乐活动、“大型”烟花表演，以及“你们最喜欢的总统是我，特朗普！”的致辞。特朗普后来透露，此次演讲将在林肯纪念堂的台阶上发表。特朗普将成为自1951年哈里·杜鲁门在国家广场发表演讲纪念《独立宣言》签署175周年以来，首位在该处地点发表演讲的总统。
美国国家公园管理局表示，特朗普的活动预计不会与国会大厦举行的其他传统独立日活动冲突，例如国家独立日游行、电视直播的“国会山第四号”音乐会及其相关的烟花表演，尽管由于“向美国致敬”活动，烟花表演将从西波托马克公园（而非林肯纪念堂倒映池）发射。“国会山第四号”音乐会的制作方与总统计划的庆祝活动划清界限，强调这是一项独立的活动。活动举行期间，美国联邦航空管理局暂停里根机场起降的航班。

## 资金

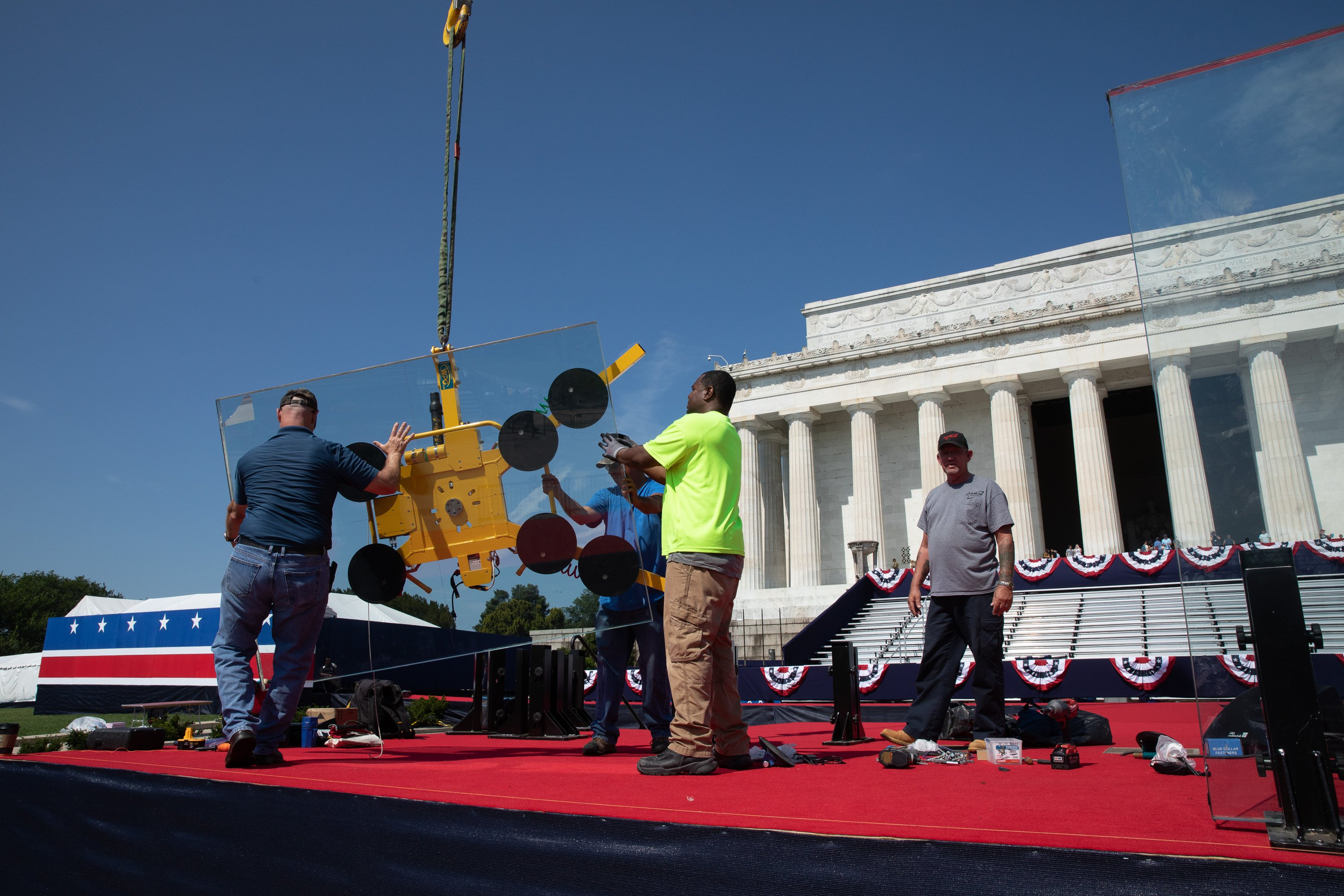
在林肯纪念堂准备活动的人员

国防部和白宫尚未确认此次活动的总成本。截至2019年7月11日，据报道“粗略总成本”为540万美元。
据报道，国家公园管理局挪用了245万美元的门票和娱乐费用，用于支付后勤和医疗服务费用，这些资金通常用于国家公园的维护和改善。华盛顿特区市长穆丽尔·鲍泽表示，该市为此次活动额外支付的安保费用高达170万美元，其中还不包括警方对示威活动的管理费用。该笔资金由华盛顿特区的应急计划和安全基金提供；随后，国会于7月12日成立一个委员会，寻求白宫偿还这笔资金。
美国军方在“向美国致敬”活动中的角色耗费了国防部120万美元的资金，其中包括空中表演的飞行时数和后勤费用，特别是两辆M1艾布蘭主力戰車、M2布雷德利步兵战车及相关设备的运输费用。五角大楼表示该笔资金来自训练预算，但并未提供具体数字，引发外界猜测120万美元只是低估。美国国防部指出，其“向国家展示军事资产的历史悠久”，在舰队周等活动期间的支出也相当可观，甚至更多。例如，2017年旧金山舰队周耗资180万美元，2018年洛杉矶舰队周耗资160万美元。
此次烟花表演由格鲁奇烟花公司制作，幻影烟花公司则额外捐赠了价值75万美元的礼花弹；两家公司共计捐赠了价值130万美元的烟火材料。此次烟花表演与花园州烟花公司根据与国家公园管理局的合同举办的年度独立日烟花表演同时举行。该场烟花表演随后被宣传为在规模和长度上超越了美國建國二百周年纪念烟花表演，成为华盛顿特区规模最大的烟花表演之一。

### 游说担忧
据美国广播公司新闻报道，幻影烟花公司首席执行官布鲁斯·佐尔丹曾于2019年5月与特朗普会面，讨论美国扩大对华贸易关税的提议，其中包括对烟火产品加征关税。中国是世界上最大的烟火产品生产国，美国大部分烟花产品都从中国进口。在次月举行的G20峰会上，特朗普宣布将重启与中国的贸易谈判，并推迟加征关税。在接受WTOP-FM电台采访时，佐尔丹表示，关于幻影烟花公司参与演出的讨论比此次会谈早了两个月，而且此次会谈只是就关税问题进行的一般性讨论，并非从任何特定行业的角度出发。

## 参与者

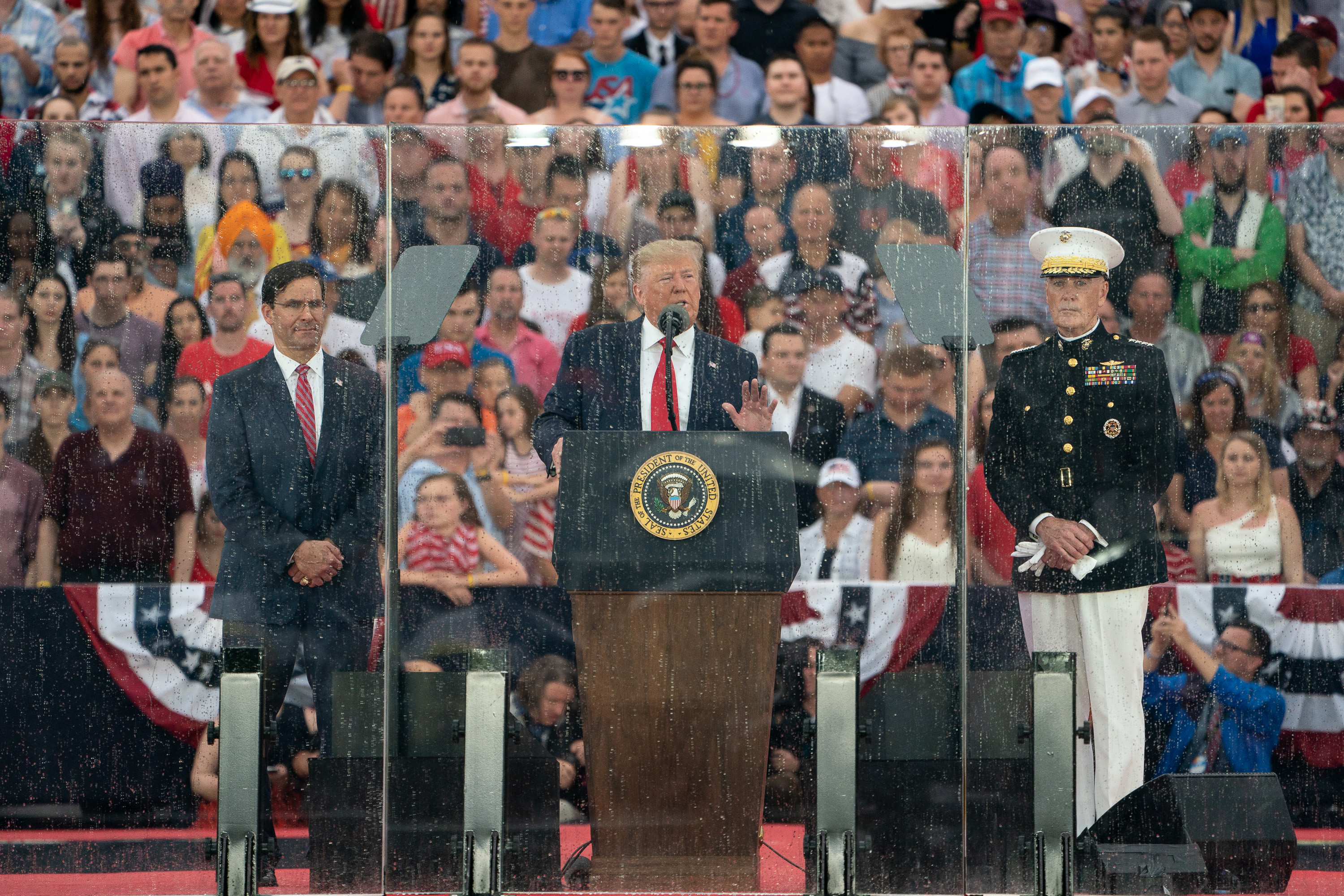
特朗普在林肯纪念堂向人群发表讲话。左右两侧分别是时任国防部代理部长马克·埃斯珀（左）和参谋长联席会议主席约瑟夫·邓福德（右）。

“向美国致敬”活动以烟火表演、七场空中飞行表演和音乐表演为主，此外还有68年来首位在任总统在独立日于国家广场发表的演讲。特朗普的演讲致敬了美国历史，并赞扬了包括乔治·华盛顿、约翰·亚当斯、托马斯·杰斐逊、贝特西·罗斯、弗雷德里克·道格拉斯、哈莉特·塔布曼、阿梅莉亚·埃尔哈特、道格拉斯·麦克阿瑟、弗雷德·特朗普、德怀特·D·艾森豪威尔、马丁·路德·金、杰基·鲁宾逊和约翰·格伦在内的美国历史人物的成就。特邀嘉宾包括佛罗里达州飓风志愿者蒂娜·“安吉尔”·贝尔彻、癌症生物学家艾米尔·J·弗雷瑞奇、民权运动英雄克拉伦斯·亨德森以及美国宇航局阿波罗11号任务飞行指挥吉恩·克兰兹。

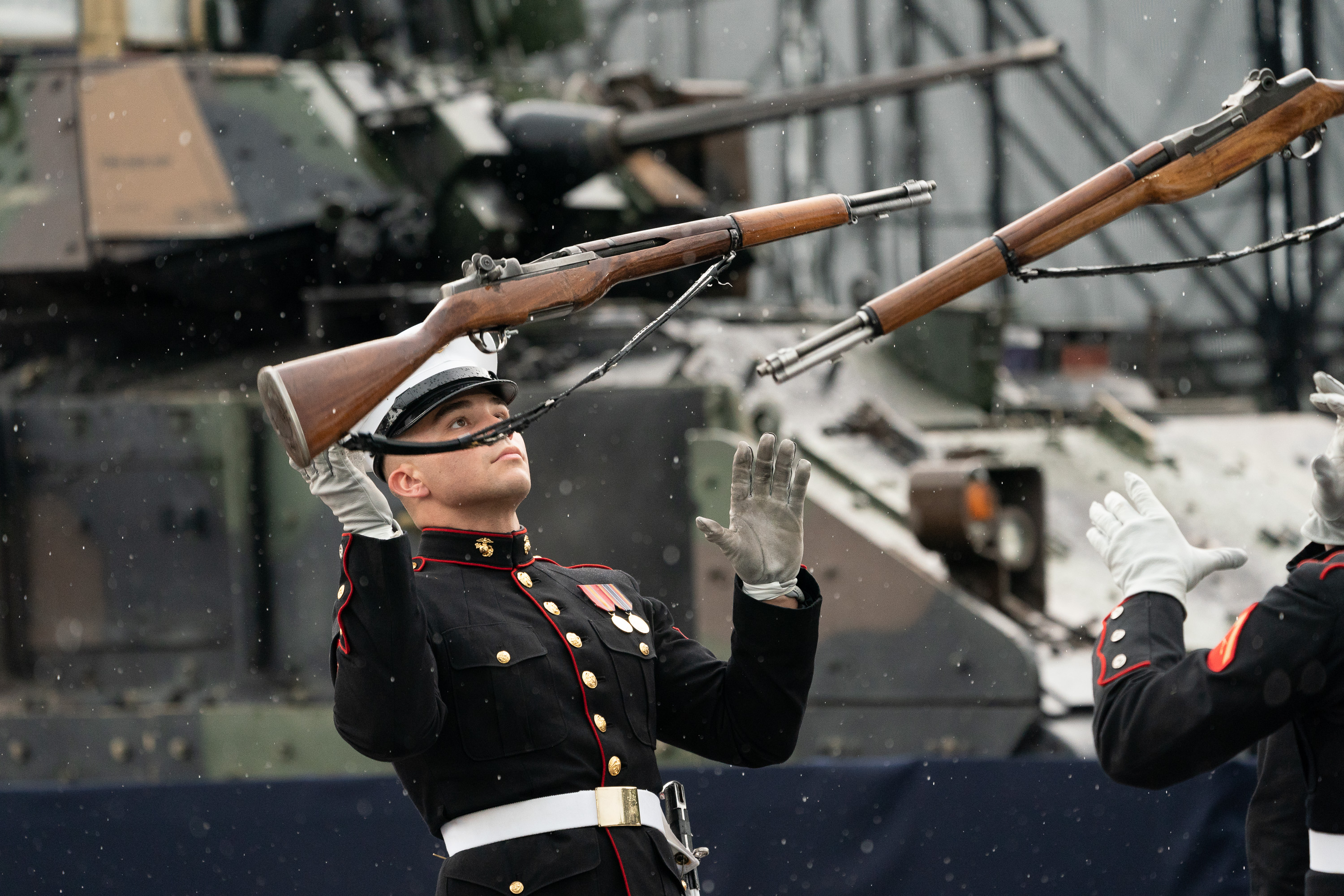
无声操枪排成员在“向美国致敬”活动中表演

“向美国致敬”游行的主题以美国军事力量和爱国主义为主题。特朗普要求加入坦克，并要求空军、陆军、海军陆战队和海军首长在活动期间与他并肩站在舞台。然而，由于准备工作在活动开始前几周才开始，大多数参谋长联席会议成员都在休假或旅行，无法出席。参谋长联席会议主席约瑟夫·邓福德将军出席活动，并在总统讲话进行到一半时与总统和时任代理国防部长马克·埃斯珀一起登台。特朗普原本希望坦克也能参与游行，但被告知坦克太重，可能会“损毁街道”。最终，两辆艾布拉姆斯坦克和两辆布雷德利步兵战车被静态展示。

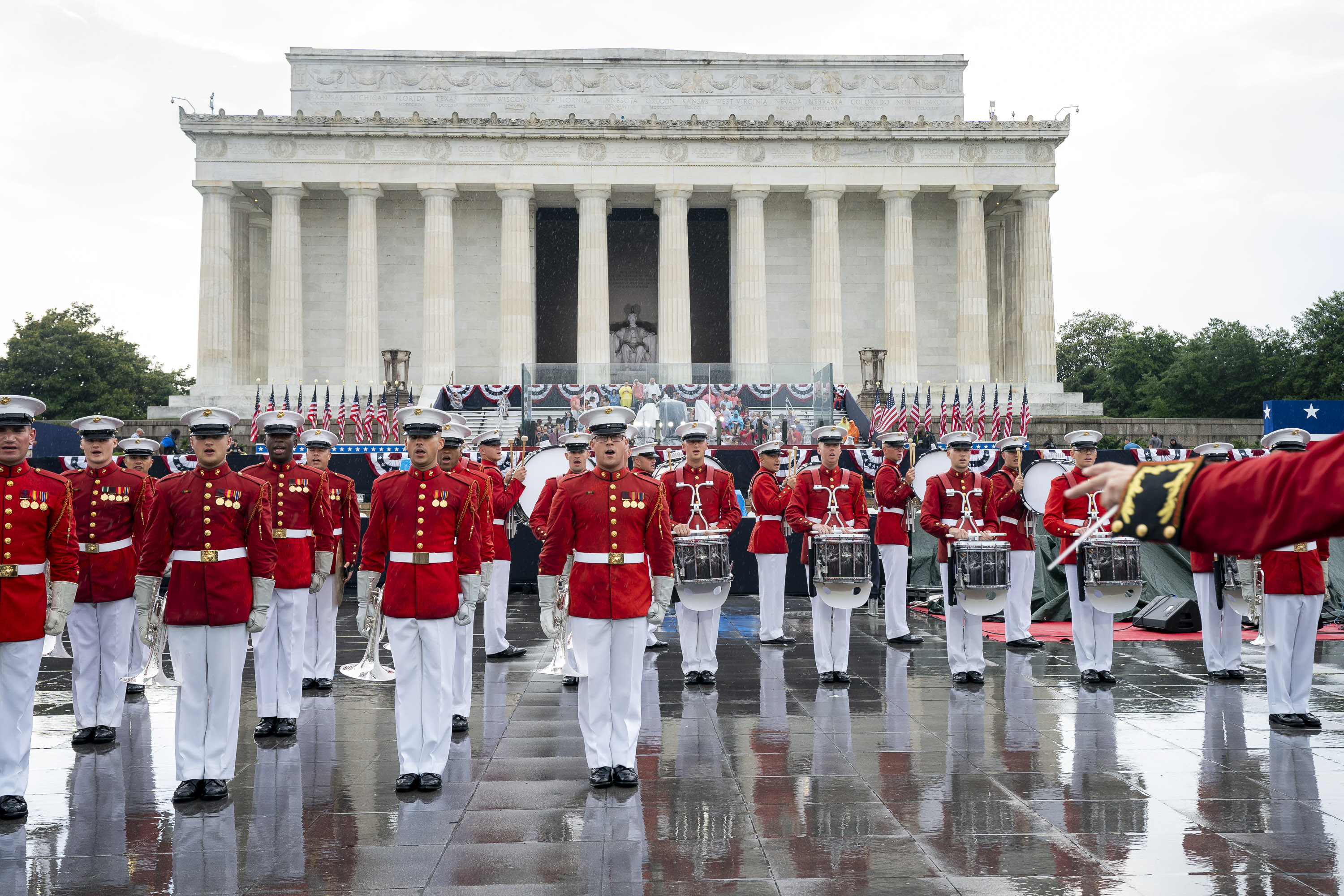
美国海军陆战队鼓号队在“向美国致敬”活动上演奏

美国海军陆战队无声操枪排进行了操练表演，海军陆战队鼓号队、陆军老卫队横笛鼓号队以及陆军乐队在会场上进行了音乐表演。陆军乐队在特朗普讲话期间演奏了数首歌曲，包括《时刻就绪》、《合眾國空軍》、《起锚歌》、《陆战队赞歌》和《陆军滚滚向前》（上述歌曲组成为《武装力量混奏》）。
此次活动展示了代表美国武装部队各军种的军事装备。来自第三步兵师的两辆M1A2艾布拉姆斯坦克和两辆M2布雷德利步兵战车在林肯纪念堂周围固定展示，同时代表各军种的飞机在特朗普讲话期间进行飞越表演。特朗普首先介绍海岸警卫队，并展示了来自马里兰州安纳波利斯海岸警卫队站的两架HH-60松鸦鹰直升机和一架HH-65 海豚直升機。随后的飞越表演包括：来自第509轰炸机联队的一架B-2幽灵战略轰炸机在第一战斗机联队的两架F-22猛禽战斗机护航下，来自VFA-147的两架F-35联合攻击战斗机和来自VFA-37的两架F/A-18大黄蜂战斗机组成菱形队形，来自HMX-1的两架V-22鱼鹰旋翼機，以及来自第101战斗航空旅的四架AH-64阿帕奇直升机。总统专机，尤其是空军一号和新一代VH-92海军陆战队一号也参加了此次飞行表演。在空中表演之后，海军蓝天使特技飛行隊进行了表演。

## 出席情况与媒体报道
活动期间，林肯纪念堂周围装有一道围住，铁丝网横跨倒影池，将VIP观众的入场区与公众隔开。VIP门票向共和党全国委员会、政府官员、共和党捐赠者和其他政治盟友发放。据《政客》报道，一些捐赠者和共和党成员不愿参加此次活动，因为他们已经在其他地方度假。该报还报道称，白宫工作人员将以抽奖形式每人赠送10张门票，同时指出这是白宫活动的常见做法，但通常数量不会如此之多。

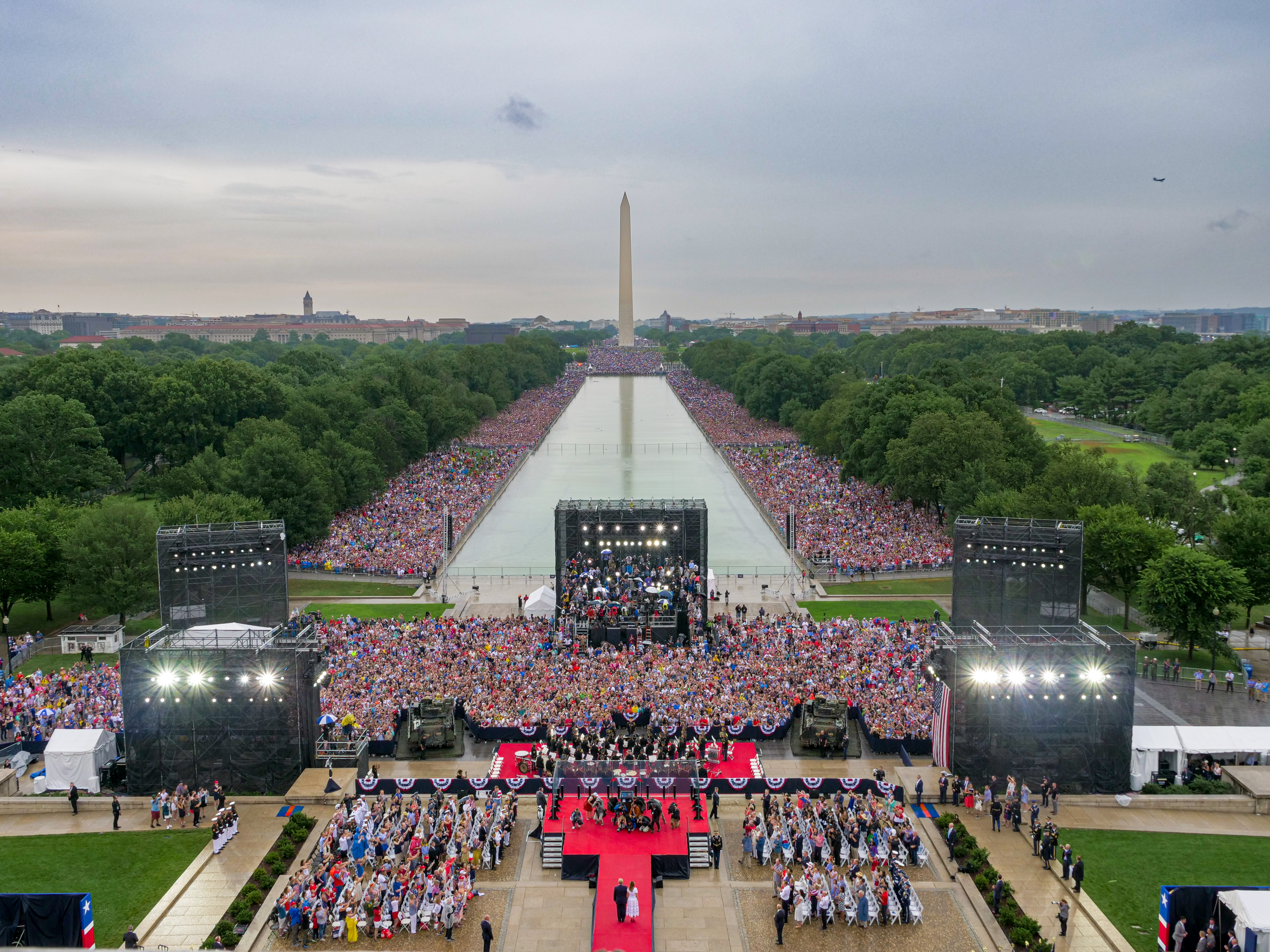
从林肯纪念堂顶部可以看到2019年“向美国致敬”活动期间聚集在倒影池边的人群，唐纳德·特朗普和梅拉尼娅·特朗普位于舞台中央。

人们对此次活动出席人数的担忧，与特朗普政府对其2017年就职典礼的人数规模和收视率的说法相提并论。官方尚未公布出席人数的估计数。活动期间拍摄的多张照片显示，宾客区和国家广场上的公众，包括游客和普通观众都出现拥挤。此外当地出现暴雨天气，逆温现象导致烟花表演产生的烟雾积聚，部分遮挡了观众的视线。
在主要的有线新闻频道中，仅福克斯新闻频道同意进行持续的现场直播，CNN和MSNBC最初拒绝了这一安排，转而选择之前安排的加播节目。C-SPAN也转播了此次活动。三大电视网的新闻部门将现场直播转移到各自的数字平台上。CNN和福克斯新闻皆对特朗普在林肯纪念堂前的演讲进行直播。CNN对此次活动的报道平均有150万观众，其中35.3万观众为25至54岁的成年人，也是广告商的关键受众群体。MSNBC的报道共吸引了37.4万观众，其中4.2万观众为25至54岁的人群。福克斯新闻的收视率最高，平均有460万观众，其中79.3万观众为25至54岁的成年人。这一收视率超过了CNN和MSNBC在两个类别的收视总和，并超过了NBC黄金时段播出的纽约市梅西百货独立日烟火表演。后者平均收视人数为380万，创下四年来的最低收视率。这也是福克斯新闻频道自1996年10月成立以来，在独立日收视人数最高的一次。

## 反应
特朗普总统的支持者和盟友认为，此次活动展现了总统对国家及其军队的自豪感。部分人士将其与“荣耀美国日”相提并论，1970年，在入侵柬埔寨和肯特州立大学枪击事件引发争议之后，美国在国会大厦举行了一场支持理查德·尼克松的独立日集会。该次活动也遭到了反对，尤其是反越战抗议者和其他吸食大麻以支持大麻合法化的抗议者。

### 活动举行前的担忧与批评
活动开始前，《纽约时报》的米歇尔·科特尔、前众议院共和党人大卫·乔利和电台主持人查理·赛克斯指责特朗普将“无党派”的独立日假期变成了政治活动，并利用庆祝活动来宣传其2020年总统连任竞选活动。
活动前，人们也对军队的显著参与表示担忧。退役中将大卫·巴诺告诉《政客》，“向美国致敬”活动“看起来越来越像共和党的活动，一个关于总统的政治活动，而不是七月四日的全国性庆祝活动”，特朗普“将武装部队用于竞选连任的政治策略”是“绝对荒唐的”。一些军方和五角大楼官员也表达了类似的担忧。华盛顿的“公民责任与道德”组织指出，国防部规定禁止军人参加政治活动，且《哈奇法案》也可能适用于此。一些媒体还报道了军车可能对当地道路造成的潜在损坏。随后证实军车会在活动期间亮相，但将停放在国家广场公开展示，而不是用于游行。
民主党参议员汤姆·尤德尔辩称“内政部未能向国会通报其计划如何使用纳税人的钱来资助总统奢华的7月4日计划，这令人无法接受，据报道，该计划包括为有政治关系的人提供进入国家广场的特别通道。”但特朗普淡化了这些担忧，称此次活动的成本“与其价值相比微不足道”。共和党全国委员会为其门票分发方式进行辩护，称现任党的委员会分发此类活动的门票是惯例。
记者兼作家杰夫·格林菲尔德指出，历任总统都曾在独立日发表演讲，各政党也自成立以来就将这个节日作为平台。他还补充道，将军事装备纳入其中或许可以理解为特朗普试图“效仿1801年的托马斯·杰斐逊”，而非“莫斯科和平壤更常见的”威权军国主义庆典。然而，格林菲尔德也认为，特朗普热衷于“过度的庆祝和荣誉”，实际上是在“为自己戴上花环”，而国会大厦的纪念碑是“美国历史上最有力的象征……却丝毫没有欣赏成就这一切的历史”。

### 抗议
美国国家公园管理局向活动组织“粉红代码”颁发许可证，在活动期间展示一个唐納德·特朗普寶寶氣球。该气球接地，且不含氦气，无法漂浮。该组织还带来了一个电子动画雕塑“甩掉特朗普”，为特朗普坐在金色马桶上玩手机的漫画形象。
当地时间下午5时30分左右，即特朗普发表演讲前一小时，两名革命共产党员在白宫前举行的焚烧国旗抗议活动中与反抗议者发生冲突，随后被特勤局人员逮捕。其中一人被控恶意焚烧国旗和袭警重罪，另一人被控妨碍警方调查和拒捕。特勤局表示，焚烧国旗的行为“超出了国家公园管理局颁发的许可证范围”。

### 活动举行后

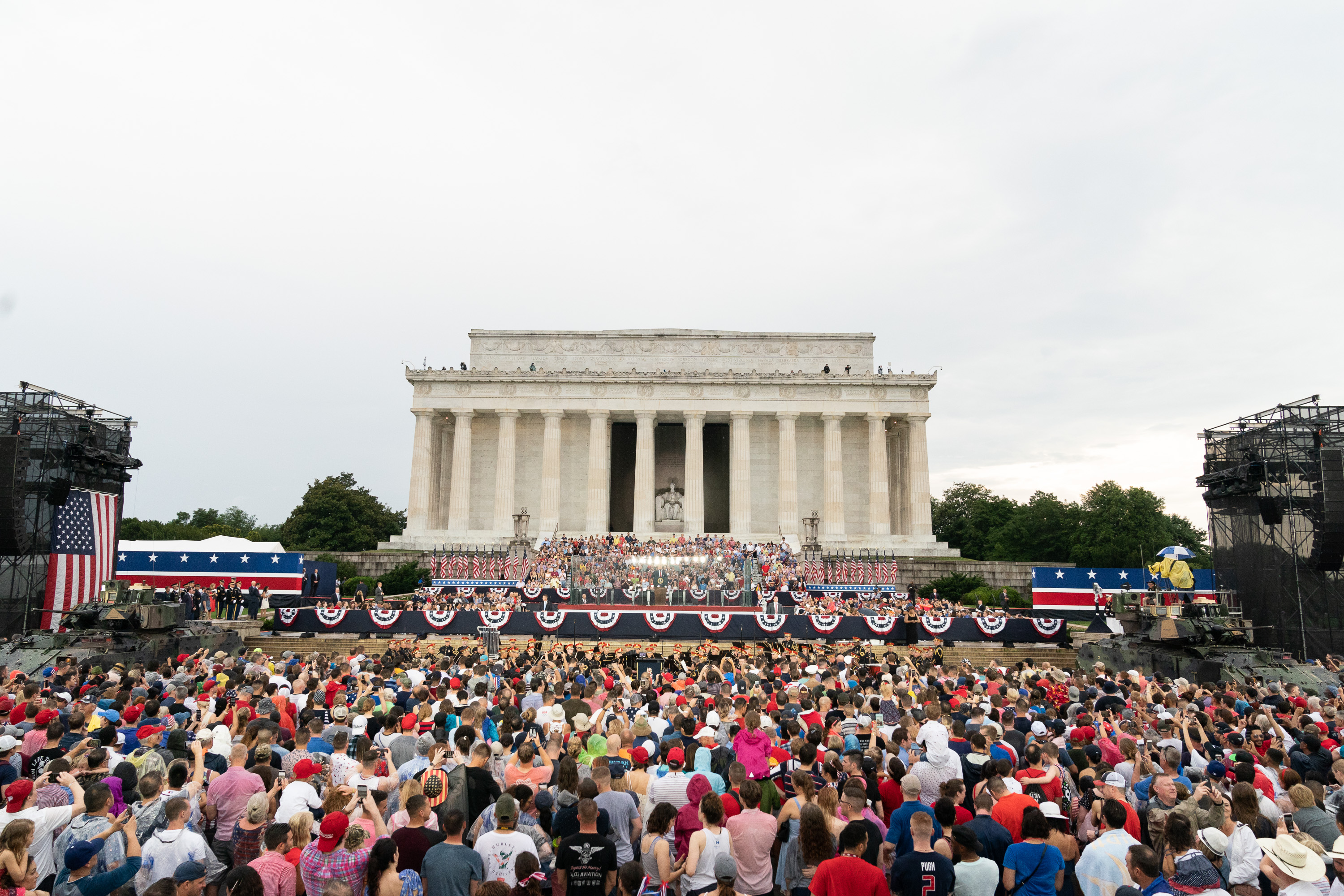
特朗普在林肯纪念堂向人群发表讲话，现场对外展示两辆M2布雷德利坦克

《卫报》的戴维·史密斯承认，特朗普47分钟的演讲“并未满足批评者们最担心的，即一场充斥着党派政治色彩的竞选式集会”，并且在很大程度上避免了党派政治，转而倾向于“英雄版的美国军事史”。然而，史密斯认为，这场活动整体上确实“如人们普遍预测的那样，夸张地展现了军事实力”，并指出这场活动与特朗普的竞选集会颇为相似，因为许多观众高呼支持特朗普的口号，戴着“让美国再次伟大”的帽子，并举着“特朗普2020”的标语。他指出，“在一个通过纪念碑、雕像和国会大厦展现权力的城市，批评人士称，特朗普此刻完全变成了罗马皇帝，把一个传统的无党派活动日变成了一个虚荣的工程。”
特朗普因在演讲中对美国独立战争做出错误陈述而受到批评，他声称大陆军“占领了机场”，实际上当时飞机尚未发明；并且在巴尔的摩战役中“只取得了胜利”，而这场战役发生在1812年战争期间，而非独立战争期间。特朗普将“机场”方面的失言归咎于他的提词器故障，在雨中难以看清。一些加拿大新闻媒体对特朗普将亚历山大·格雷厄姆·贝尔发明电话归咎于美国“被释放的”“发现文化”的做法表示异议；贝尔出生于苏格兰，在开发电话期间曾在加拿大和美国生活过，但他确实在美国申请了他的第一项电话专利。
活动结束后，华盛顿特区市长穆丽尔·鲍泽在致特朗普的一封信中，要求报销该市的费用，称“向美国致敬”活动耗尽了华盛顿特区的紧急计划和安全基金。该基金是一个由联邦政府资助的储备账户，旨在报销该市在大型联邦活动期间的额外安保和反恐措施。她表示，“你们在7月4日假期额外举办的活动以及随后的《美国宪法第一修正案》示威活动”的费用已经耗尽了该账户，很快就会出现赤字。
7月8日，美国参议院拨款委员会的三名民主党成员要求政府问责局调查该活动的成本和合法性。同样在7月8日，特朗普宣布他打算在2020年举行第二次“向美国致敬”活动，尽管2020年由于美国的COVID-19疫情，该活动的举行受到质疑，至少有10名议员要求特朗普总统取消计划中的第二次庆祝活动。尽管如此，政府还是在2020年7月4日举行了2020年向美国致敬活动。